# Північний округ (Фіджі)
Північний округ (англ. Northen Division) — один із округів Фіджі. Столиця округу - Лабаса. Складається із трьох провінцій - Буа, Мацуата, Цакаудрове. 

## Географія
Обіймає острів Вануа-Леву, другий за величиною острів Фіджі. 